# Galaxidi

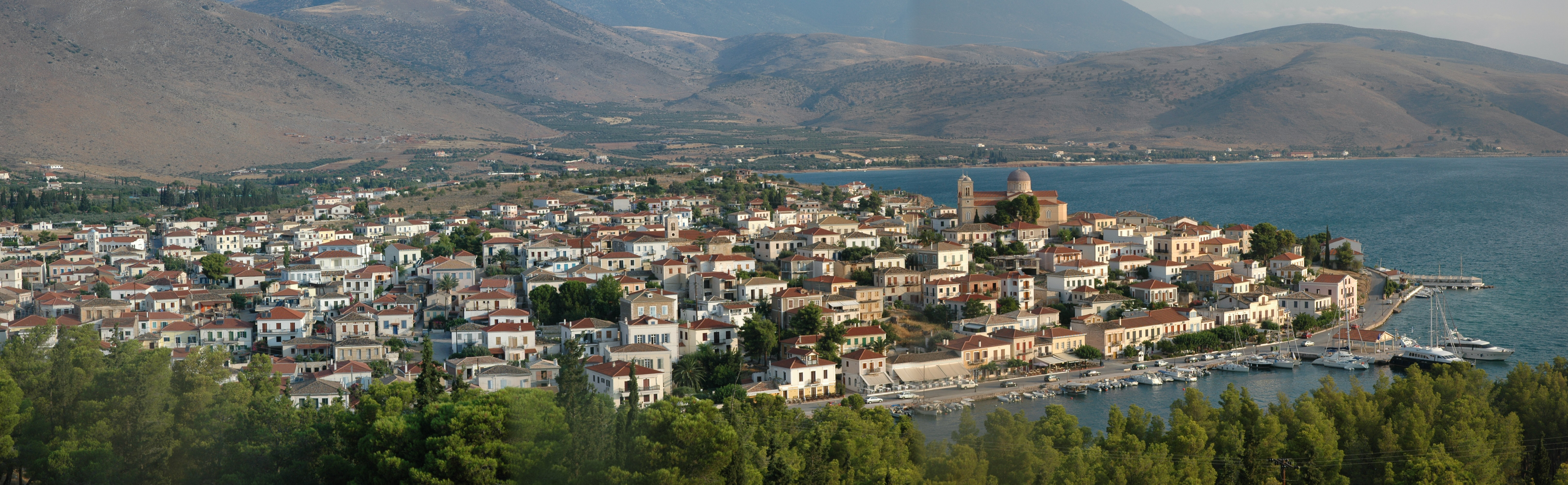
Vista panorámica de Galaxidi

Galaxidi (en griego: Γαλαξίδι) es una ciudad y un antiguo municipio en la parte meridional de Fócida, Grecia. Desde la reforma del gobierno local de 2011 es parte del municipio de Delfos, del cual es una unidad municipal.
Galaxidi tiene un pequeño puerto en la costa norte del golfo de Corinto. Se encuentra a 7 kilómetros al suroeste de Itea, 15 km al suroeste de Delfos, a 17 kilómetros al sur de Ámfisa y a 48 kilómetros al este de Naupacto. La carretera nacional griega 48 conecta Galaxidi con Naupacto, Itea y Delfos. Galaxidi está a unas 2,5 horas a 3 horas en coche de la capital Atenas y es un retiro de fin de semana relativamente popular.